# Cliffortia neglecta
Cliffortia neglecta är en rosväxtart som beskrevs av Rudolf Schlechter. Cliffortia neglecta ingår i släktet Cliffortia och familjen rosväxter. Inga underarter finns listade i Catalogue of Life.